# Ракетний удар по шикуванню 128-ї окремої гірсько-штурмової бригади
3 листопада 2023 року Збройні сили Російської Федерації завдали удару ракетою типу «Іскандер-М» по шикуванню 128-ї окремої гірсько-штурмової бригади з нагоди свята в селі Зарічному Запорізької області, у близько 20 км від лінії фронту.
Через три дні бригада повідомила, що 19 військовослужбовців загинуло.

## Удар
3 листопада 2023 року командування 128-ї окремої гірсько-штурмової бригади зібрало певну кількість військовослужбовців для нагородження з нагоди Дня ракетних військ і артилерії. Під час шикування, близько 10-11 години ранку, по місцю нагородження прилетіла ракета типу «Іскандер-М», випущена Збройними силами Росії.
За даними видання hromadske, удар стався тоді, коли військовослужбовці очікували на прихід командира бригади Дмитра Лисюка, який запізнився на церемонію. Росіяни стежили за бійцями за допомогою дрона, після чого завдали удару. Згодом російські пропагандистські телеграм-канали поширили в мережі ймовірне відео з місця удару по 128-й бригаді, в якому видно, що за українськими воїнами стежив безпілотний апарат ворога.

## Жертви
За попередньою інформацією від 4 листопада, наданою командиром добровольчого батальйону «Сонечко» Русланом Каганцем, загинуло понад 22 бійців бригади. 11 місцевих жителів зазнали поранень. 5 листопада народний депутат Михайло Волинець повідомив про 28 загиблих та 53 поранених внаслідок удару.
6 листопада 128-ма окрема гірсько-штурмова бригада підтвердила удар і заявила, що внаслідок удару загинуло 19 військовослужбовців.
Серед загиблих внаслідок удару — співробітник Міністерства ветеранів Сергій Кузнєв, командир артилерійського взводу Дмитро Мілютін, заступник командира 128-ї бригади підполковник Андрій Тарасенко та екскерівник Хмельницького обласного територіального центру комплектування та соціальної підтримки Володимир Возний.
Голова Закарпатської ОВА Віктор Микита повідомив, що з 6 листопада в Закарпатській області оголошено триденну жалобу за загиблими внаслідок удару.

## Розслідування
4 листопада удар по 128-й бригаді підтвердив Центр стратегічних комунікацій ЗСУ. Міністр оборони України Рустем Умєров наказав провести перевірку обставин нагородження, проведеного в прифронтовій зоні.
У відеозверненні ввечері 5 листопада президент України Володимир Зеленський висловив співчуття родинам загиблих та повідомив, що за фактом удару відкрито кримінальне провадження.
Увечері 6 листопада президент Зеленський та Генеральний штаб ЗСУ заявили, що командир 128-ї бригади Дмитро Лисюк, який вивів бійців на шикування, відсторонений від виконання своїх обов'язків.
14 листопада Головна інспекція МОУ доповіла міністру Умєрову про результати перевірки обставин ракетного удару: за словами міністра, «зараз ми знаємо похвилинно, що і як відбулось. Розібралися, що призвело до трагедії і як її можна було уникнути». Зазначено, що були проігноровані правила маскування та інші безпекові заходи. Міністр оборони повідомив, що слідство, зокрема, веде ДБР, та доручив ГШ ЗСУ «перевірити виконання безпекових протоколів у підрозділах». У коментарі до свого допису міністр також зазначив, що в доручення включене «врегулювання порядку оголошення заохочень та вручення відзнак».
4 квітня 2024 року було повідомлено ще про одну із основних версій щодо наведення ракетного удару окупантами по 128-й бригаді — «злам» месенджера Signal. За даними керівника Департаменту кібербезпеки Служби безпеки України, на одному з пристроїв, на якому був встановлений месенджер Signal, надійшло повідомлення щодо «конкретної дати й місця зібрання військовослужбовців, куди потім була випущена ракета».

## Помста російським окупантам
21 листопада 2023 року стало відомо, що Збройні сили України помстилися російським окупантам за ракетний удар по 128-й бригаді в Запорізькій області. Сили оборони накрили скупчення росіян із 810-ї бригади морської піхоти на Херсонщині. Сталося це на їхнє свято — день ракетно-артилерійських військ. При цьому окупанти ретельно ховали це місце — воно було замасковане. Внаслідок цього загинули близько 25 окупантів, ще до сотні отримали поранення різного ступеня. Втрати серед командного складу як зазвичай окупанти ретельно приховали.